# الأرشيدوق فرديناند كارل النمساوي
أرشيدوق فرديناند كارل من النمسا (بالألمانية: Ferdinand Karl von Österreich)‏ (و. 1868 – 1915 م) هو، من النمسا، ولد في فيينا، توفي في ميونخ، عن عمر يناهز 47 عاماً، بسبب سل.

## جوائز
حصل على جوائز منها:
- نيشان فرسان العقاب الأسود.